# هيرشينغ (أم أميرزيه)
بَلدَة هِيرّشِينغ (بالأَلمانِيَّة: Gemeinde Herrsching) هي بَلدَة أَلمانِيَّة في مِنطَقَة شَتارنبِرغ التَّابِعة لمُحافظة باڤارِيا العُليَا في وِلاَية باڤارِيا في جُمهُوريَّة أَلمَانيَا الاِتّحاديّة بمِساحة تُقَدَّر بحَوالَي 21 كم².

## أعلام
- إرهارد هايدن
- ألفريد بلوتز
- أدولف غاستون يوجين فيك
- جوزيف برتشتولد
- هارالد فينتر

## وُصلات خارجيّة
- الصّفحة الرّسميّة لِبَلدَة هِيرّشِينغ (باللُّغَةُ الألمانِيّة).

## مَراجع
1. ↑  "Alle politisch selbständigen Gemeinden mit ausgewählten Merkmalen am 31.12.2018 (4. Quartal)" (بالألمانية). Statistisches Bundesamt. Archived from the original on 2019-03-10. Retrieved 2019-03-10.
2. ↑  Alle politisch selbständigen Gemeinden mit ausgewählten Merkmalen am 31.12.2023 (بالألمانية), Statistisches Bundesamt, 28. Oktober 2024, QID:Q131220759, Archived from the original on 17 November 2024 {{استشهاد}}: تحقق من التاريخ في: |publication-date= (help)
3. 1 2  "Timezone and DST in Germany" (بالإنجليزية). Retrieved 2025-05-05.